# Паредонес
Паредонес (исп. Paredones) — посёлок в Чили. Административный центр одноимённой коммуны. Население — 1 406 человек (2002). Посёлок и коммуна входит в состав провинции Карденаль-Каро и области Либертадор-Хенераль-Бернардо-О’Хиггинс.
Территория — 562 км². Численность населения — 6 188 жителя (2017). Плотность населения — 11 чел./км².

## Расположение
Посёлок расположен в 122 км на юго-запад от административного центра области города Ранкагуа и в 30 км на юг от административного центра провинции  города Пичилему.
Коммуна граничит:
- на севере — c коммуной Пичилему
- на востоке — с коммунами Пуманке, Лололь
- на юге — c коммуной Уаланье
- на юго-западе — c коммуной Вичукен

На западе коммуны расположен Тихий океан.

## Демография
Согласно сведениям, собранным в ходе переписи 2017 г  Национальным институтом статистики (INE),  население коммуны составляет:
| Полное население                          | Полное население                          | Полное население                          | Полное население                          | Полное население                          | 6 188 |
| ----------------------------------------- | ----------------------------------------- | ----------------------------------------- | ----------------------------------------- | ----------------------------------------- | ----- |
| в том числе:                              | Городское население                       | 1 842                                     | Процент городского населения, %           | 29,77                                     |       |
|                                           | Сельское население                        | 4 346                                     | Процент сельского населения, %            | 70,23                                     |       |
|                                           | Мужское население                         | 3 220                                     | Процент мужского населения, %             | 52,04                                     |       |
|                                           | Женское население                         | 2 968                                     | Процент женского населения, %             | 47,96                                     |       |
| Плотность населения, чел/км²              | Плотность населения, чел/км²              | Плотность населения, чел/км²              | Плотность населения, чел/км²              | Плотность населения, чел/км²              | 11.00 |
| Население коммуны в % к населению области | Население коммуны в % к населению области | Население коммуны в % к населению области | Население коммуны в % к населению области | Население коммуны в % к населению области | 0,68  |

| Динамика изменения населения коммуны | Динамика изменения населения коммуны | Динамика изменения населения коммуны | Динамика изменения населения коммуны |
| ------------------------------------ | ------------------------------------ | ------------------------------------ | ------------------------------------ |
| 1992                                 | 2002                                 | 2012                                 | 2017                                 |
| 6622                                 | 6695▲                                | 6108▼                                | 6188▲                                |

## Важнейшие населенные пункты[4]
| №  | Населённый пункт        | Населённый пункт (исп.) | Категория | Население чел. (2002) | На карте                        |
| -- | ----------------------- | ----------------------- | --------- | --------------------- | ------------------------------- |
| 1  | Паредонес               | Paredones               | поселок   | 1406                  | 34°38′48″ ю. ш. 71°54′03″ з. д. |
| 2  | Букалему                | Bucalemu                | поселок   | 789                   | 34°38′37″ ю. ш. 72°02′26″ з. д. |
| 3  | Эль-Кильяй              | El Quillay              | поселок   | 347                   | 34°34′33″ ю. ш. 71°56′21″ з. д. |
| 4  | Эль-Потреро             | El Potrero              | поселок   | 322                   | 34°33′11″ ю. ш. 71°54′14″ з. д. |
| 5  | Сан-Педро-де-Алькантара | San Pedro de Alcántara  | поселок   | 302                   | 34°46′07″ ю. ш. 71°50′11″ з. д. |
| 6  | Эль-Кальварио           | El Calvario             | поселок   | 204                   | 34°35′41″ ю. ш. 71°51′08″ з. д. |
| 7  | Панилонго               | Panilongo               | поселок   | 182                   | 34°41′35″ ю. ш. 71°55′21″ з. д. |
| 8  | Ло-Вальдивия            | Lo Valdivia             | поселок   | 173                   | 34°41′48″ ю. ш. 72°00′46″ з. д. |
| 9  | Кутему                  | Cutemu                  | поселок   | 173                   | 34°46′47″ ю. ш. 71°52′23″ з. д. |
| 10 | Ла-Побласьон            | La Población            | поселок   | 150                   | 34°42′54″ ю. ш. 71°53′08″ з. д. |
| 11 | Кабесерас               | Cabeceras               | поселок   | 141                   | 34°37′12″ ю. ш. 71°59′12″ з. д. |
| 12 | Ла-Капилья              | La Capilla              | поселок   | 139                   | 34°39′47″ ю. ш. 72°00′26″ з. д. |
| 13 | Эль-Кардаль             | El Cardal               | поселок   | 125                   | 34°42′06″ ю. ш. 71°58′36″ з. д. |
| 14 | Ринкон-дель-Потреро     | Rincón del Potrero      | поселок   | 99                    | 34°33′06″ ю. ш. 71°53′24″ з. д. |